# ポーラログラフィー

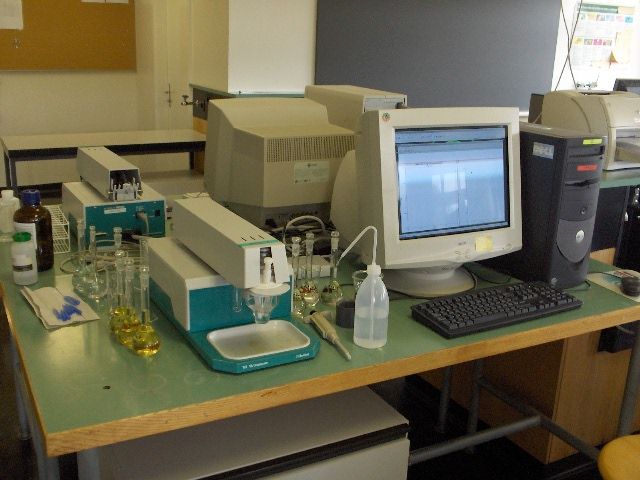
ポーラログラフィー用の装置

ポーラログラフィー (polarography) は、電気化学における測定法のひとつ。ボルタンメトリーとして最初に考案された方法で、作用電極として滴下水銀電極を用い、直線的に電極電位を掃引して応答電流を測定する。
ヤロスラフ・ヘイロフスキーらによって考案・発展され、ヘイロフスキーはこの業績によって1959年のノーベル化学賞を受賞した。歴史的に重要な手法であるが、取扱いが面倒な水銀を使用すること、他にすぐれた固体電極や測定法が開発されたことなどにより、今日ではあまり使用されない。

## 装置構成
ポーラログラフィーは、他の多くの電気化学測定法と同様に3極式の電気化学セルで行う。作用極に滴下水銀電極を用いることが特徴である。
滴下水銀電極は、水銀溜めからコックとチューブを介してガラスキャピラリーを接続したもので、キャピラリー先端から水銀が滴下するようになっている。コックで水銀が数秒に一滴の割合で滴下するように調整する。キャピラリーの先端を電解液に浸し、水銀溜めにポテンシオスタットから電位を印加すれば、キャピラリー先端の水銀滴が作用電極として作用する。滴下した水銀は電気化学セル下部に設置した受皿に溜める。

## ポーラログラム
ポーラログラフィーの結果として得られる電位－電流曲線をポーラログラム (polarogram) という。他の電気化学測定法とは異なり、ポーラログラフィーでは作用電極である水銀滴の表面積が時間と共に変化するため、ポーラログラムは電極反応と電極表面積変化を反映したものとなり、水銀滴成長時の電流増加と滴下時の急激な電流減少が規則的にあらわれる。ただし、一般的なポーラログラフィーでは電位をゆっくりと掃引するため、電極表面積変化に由来する数秒レベルでの規則的な電流変動は深刻な問題とはならない。
電極表面積の変動を無視すれば、ポーラログラムの形状はノーマルパルスボルタンメトリーの結果と類似した形状となる。測定対象がCd2+などの金属イオンであれば、還元電位より大きく正の電位では電流値はほぼゼロ、酸化還元電位前後で電流が増加しはじめ、最終的に次のイルコビッチの式 (Ilkovic) であらわされる限界電流値に達する。
{\displaystyle I_{d}(t)=-708n{\sqrt {D_{o}}}C_{o}^{*}m^{\frac {2}{3}}t^{\frac {1}{6}}}
Id は電流値 (A) 、n は反応にかかわる電子数、Do は拡散係数 (cm2·s−1)、Co は基質濃度 (mol·cm−3)、m は水銀の流出速度 (mg·s−1) 、t は時間 (s) である。イルコビッチの式は、コットレルの式を滴下水銀電極に由来する表面積変化と拡散層の減少を考慮して修正したものである。

## 特徴
ポーラログラフィーでは、滴下水銀電極を用いるために、電極反応は常に新しい表面で進行する。このため、固体電極でしばしば生じる電極表面への吸着等の影響を避けることができる。
また、水銀は白金等に比べて大きな水素発生過電圧をもつため、負電位側の電位窓が広い。ただし、水銀に他の金属が混入してアマルガムになると性能が劣化するため、扱いには注意を要する。